# Radinocera maculosus
Radinocera maculosus là một loài bướm đêm trong họ Noctuidae.